# Лесная (Псковский район)
Лесна́я — деревня в Псковском районе Псковской области. Входит в состав Серёдкинской волости. 
Расположена к северу от прибрежья реки Чёрная, в 65 км к северу от Пскова и в 18 км к северо-западу от села Серёдка.

## Население
| 2001 | 2002 | 2010 |
| ---- | ---- | ---- |
| 2    | ↗3   | ↘2   |

## Топографические карты
- Лист карты O-35-XVII Новоселье. Масштаб: 1 : 200 000. Издание 1980 г.